# Dobson (Tuteur à l’instance de) c. Dobson
Dobson (Tuteur à l’instance de) c. Dobson est un arrêt de principe de la Cour suprême du Canada rendu en 1999 sur les obligations légales d'une femme enceinte.

## Les faits
Cynthia Dobson a eu un accident de voiture en 1993 par mauvais temps. Son fœtus aurait été endommagé dans l'accident et aurait été accouché par césarienne le jour de l'accident, avant la date d'accouchement prévue. L'enfant était atteint de paralysie cérébrale.
Au nom de l'enfant, son grand-père maternel a intenté une action en responsabilité délictuelle contre la mère pour négligence au volant afin de bénéficier de la police d'assurance du père, qui couvrait les dommages causés par la négligence des conducteurs de son véhicule à moteur.

## Jugement
Le pourvoi de Cynthia Dobson est accueilli.

## Motifs du jugement
La décision majoritaire a été rédigée par le juge Peter Cory, qui a commencé par souligner le caractère unique et l'importance de la grossesse, affirmant qu'elle concerne « mystère de la naissance et de la vie » et que « La relation entre la femme enceinte et le fœtus qu’elle porte est unique et l’importance considérable et particulière qu’elle revêt pour la société est spontanément reconnue ». Il a observé que les femmes prennent généralement soin de leur fœtus, avant qu'il ne soit question de négligence.
Cory a observé que la seule question dont la Cour suprême était saisie est de savoir si une telle action en responsabilité délictuelle pouvait être déposée : une femme enceinte est-elle responsable de négligence? Il s'est ensuite penché sur les cas dans lesquels des enfants ont effectivement déposé des réclamations en responsabilité délictuelle pour blessures fœtales. Il s'agit notamment de Montreal Tramways Co c. Léveillé (1933), dans laquelle un enfant a poursuivi avec succès pour pieds bots, et la Cour a déclaré qu'autrement, il n'y aurait aucun moyen d'obtenir justice pour l'enfant. Cependant, en 1999, Cory a observé que l'action dans l'affaire précédente n'était pas contre la mère, ce qui est davantage une « question délicate ».
La Cour a ensuite cité Kamloops (Ville de) c. Nielsen(1984) (1984) pour dire que le « devoir de diligence » qu'une mère a envers un enfant n'est pas imposé à la mère par les tribunaux par le biais de l'ordre public. Seul un législateur peut examiner une telle question. Suivant l'arrêt Kamloops, la Cour a déclaré qu'un devoir de diligence est reconnu si les personnes concernées sont étroitement liées et si la question ne soulève pas de questions d'ordre public. Bien que les fœtus et leurs mères aient souvent été légalement considérés comme une seule personne, aux fins de la présente affaire, la Cour a traité la question comme s'il s'agissait de deux personnes. Cela satisfaisait à l'exigence selon laquelle les personnes impliquées, à savoir Cynthia Dobson et son fœtus, étaient étroitement liées.
Comme a observé la Cour « l’on peut s’attendre à ce que presque tout acte négligent ou omission négligente de la part d’une femme enceinte ait un effet préjudiciable sur le développement du fœtus. » Cependant, la question soulevait des considérations touchant la politique publique; il impliquait les droits à la vie privée d'une femme enceinte et son intégrité physique.
En ce sens, cela impliquait de considérer que la grossesse peut être le « phénomène humain » le plus « plus important pour la société » car elle préserve la race humaine. De plus, la grossesse symbolise « la fertilité et l’espoir ».
Cory a toutefois averti que malgré tout cela, une femme reste une personne ayant des droits. La question des responsabilités d'une femme enceinte était profonde, plus profonde que celle d'une autre personne qui pourrait être poursuivie pour avoir causé des dommages au fœtus de quelqu'un d'autre. Les activités pertinentes de la femme enceinte incluraient ce que « la femme enceinte mange ou boit et chacun de ses actes » et cela implique « , chaque instant de veille et chaque instant de sommeil de la femme enceinte -- essentiellement, toute son existence - ». Bien qu'une mère a des responsabilités émotionnelles à l'égard un fœtus, ajouter une dimension délictuelle soulèvera des considérations extrêmement différentes.
Se tournant vers d'autres pays, Cory a découvert qu'au Royaume-Uni, le Parlement avait promulgué une loi accordant l'immunité aux femmes enceintes en matière délictuelle pour les dommages causés au fœtus. Les seules responsabilités étaient mineures concernant la négligence dans la conduite. Certains au Royaume-Uni observent que ces responsabilité étaient privées et non légales. Aux États-Unis, les juges semblaient divisés sur la question de savoir si une femme peut être tenue responsable des blessures de son fœtus. Cependant, la Cour suprême de l'Illinois en 1988 avait observé qu'il fallait prendre en compte le droit à la vie privée de la femme.
En revenant à cette affaire, la Cour a conclu qu'une femme peut par négligence causer des blessures fœtales de plusieurs façons, les accidents de voiture représentant 28 % de ces cas. De plus, si un lieu de travail est dangereux, les responsabilités délictuelles peuvent affecter le droit d'une femme de travailler, ou elle peut être forcée de travailler pour l'argent. Cela pourrait également avoir des conséquences psychologiques pour la femme et entraînerait de mauvaises relations mère-enfant à mesure que l'enfant grandit.
Une autre raison pour laquelle la question soulève des considérations de politique publique est que le système judiciaire devrait définir le comportement approprié d'une femme enceinte, un critère dit de « femme enceinte raisonnable ». Cependant, Cory a répondu que les tribunaux ne devraient pas faire cela. Cela a soulevé des questions quant à savoir si des attentes objectives peuvent être faites, car certaines personnes auront des croyances subjectives concernant la femme enceinte. Cela ramène l'enjeu des préoccupations concernant le droit à la vie privée. De plus, laisser à la personne le soin de déterminer ce qui est raisonnable est logique puisque la personne est plus consciente de son statut économique et de sa capacité à obtenir des soins de santé, et compte tenu des particularités éducationnelles et ethniques de femmes individuelles.
Concernant la conduite automobile, la Cour d'appel du Nouveau-Brunswick avait soutenu qu'on pouvait séparer la conduite responsable de l'autonomie personnelle. C'est ce qui avait été fait dans la loi britannique de 1976 qui exemptait généralement la femme des responsabilités légales, à l'exception de la conduite automobile. Cependant, Cory a répondu que « Avec égards, la solution retenue par le Parlement du Royaume‑Uni pour régler la question en litige ne saurait être invoquée pour appuyer le critère proposé par la Cour d’appel. Ce serait présumer que les tribunaux peuvent à bon droit résoudre une question extrêmement délicate et complexe qui relève de la politique publique et du droit des assurances ». De plus, ce n'est pas parce qu'il s'agissait d'une loi britannique qu'il s'agissait d'un principe de common law. En outre, la loi britannique a été conçue de cette façon pour que le délit soit couvert par une assurance, car le fait de savoir qu'elle est couverte par l'assurance peut soulager le stress d'une femme enceinte au volant.
Enfin, la Cour a décidé que si l'existence d'une assurance automobile doit être invoquée comme fondement pour imposer une obligation légale de diligence aux femmes enceintes, cette solution devrait alors être adoptée par le législateur. Une règle de responsabilité délictuelle spécifique et dépendante de l'assurance ne peut pas et ne doit pas être créée par les tribunaux.

## Jugement dissident
En abordant les considérations de politique publique des juges majoritaire dans le premier volet du critère de l'arrêt Kamloops, le juge John C. Major affirme dans un jugement dissident que le fait d'avoir une obligation de diligence envers l'enfant né vivant n'impose pas de restrictions supplémentaires à la liberté d'action de Mme Dobson. auxquelles elle n'était pas déjà confrontée dans son devoir de diligence envers les passagers (par exemple, une autre femme enceinte avec un enfant né vivant), ou le conducteur de la voiture également impliqué dans l'accident. Il est précisé que dans le cadre du deuxième volet du critère de Kamloops, cet argument ne survivrait pas lorsqu'il ajouterait des obligations supplémentaires au-delà de celles déjà prévues à l'égard des tiers. « Accorder l’immunité à la femme enceinte pour les conséquences raisonnablement prévisibles de ses actes sur son enfant né vivant créerait une distorsion juridique, car aucun autre demandeur ne doit supporter un tel fardeau unilatéral, et aucun défendeur ne jouit d’un tel avantage. »